# Androsace cinerascens
Androsace cinerascens là một loài thực vật có hoa trong họ Anh thảo. Loài này được B.L.Rob. mô tả khoa học đầu tiên năm 1892.